# Годуин Коялипу
Годуин Коялипу (роден на 15 февруари 2000 г.) е френски футболист от Централноафриканската република, който играе като централен нападател за Леванте под наем от Ланс.

## Клубна кариера
Неговата клубна кариера започва във френския отбор „Шамоа Ниор“ през 2017 година, след което през юли 2021 г. преминава в швейцарския отбор „Лозана“. Две години по-късно заиграва за белгийския отбор „Беверен“. През август 2024 г. клубът „Беверен“ продава футболиста на ЦСКА София.